# Замеховская, София
София Замеховская, София из Замехова (пол. Zofia z Zamiechowa; ок. 1590—1635) — польская дворянка и меценатка. Основательница костела Святой Троицы в Подгайцах. Одна из самых авантюрных женщин Речи Посполитой начала XVII века.

## Биография
Возможно, происходила из рода Стадницких ; по версии Каспера Несецкого — была представительницей рода Замеховских герба Гриф, происходила из Замехова (село у Перемышля). Имела брата Станислава, племянников Павла, Габриэля, Самуэля, Жигмонта (сыновья брата).
Впервые женилась на каштеляне галицком и каменецком Яне Гольском (+ 1613), с которым проживала, по данным Владислава Лозинского, в Кобыловолоках, по другим — также в городке Янове близ Теребовли, построенном Яном Гольским около 1577 года.
В 1611 году основала деревянный костел в Янове. После смерти мужа в 1613 году стала пожизненной владелицей значительных имений в Русском воеводстве, которые перешли к Яна Гольскому в 1612 году после смерти его брата, воеводы русского Станислава Гольского, в том числе, в частности, Подгайцы.
В то время в Подгайцах и замке хранилось огромное сокровище, составленное Марией Могилянкой из Золотого Потока, на «депозит». Однако в те годы сокровище пропало при невыясненных обстоятельствах. София вела длительный судебный процесс по этому делу.
Вскоре после смерти Яна Гольского вышла замуж за воеводу подольского Станислава Лянцкоронского (1585—1617).
В начале 1614 года (январь) руководила обороной замка в Бучаче от нападения каштеляна тркайского Яна-Ежи Радзивилла (при помощи Станислава Влодека), выработавшего себе право интромиссии на Бучач (из-за подкупа залога был быстро ими добыт).
В 1617 году снова стала вдовой (второй мужчина потомков не оставил). В 1617—1618 годах заключила соглашение с единственной наследницей Станислава Лянцкоронского — сестрой Софией, женой сяницкого стольника Николая Чурило. За ней осталась посидачкой Бучача, Чорткова, Янова . В 1618 году София возглавила оборону подгайцкого замка от надворного отряда Стефана Потоцкого, добивавшегося возвращения клада.
В 1630 году вышла замуж за воеводу трокайкого Януша Тышкевича (ок. 1572—1642). Около 1630 года основала римско-католический монастырь в Виньковцах (первичное здание деревянное).
В 1634 году София подписала фундационную грамоту на строительство нового костела в Подгайцах на месте разрушенного (и пожелала быть похороненной рядом с первым мужем Яном Гольским в часовне). 5 сентября 1635 года София составила завещание (тестамент), которым финансировала 5000 злотых для кладки башни и сводов подгаецкого костела и 20 скирд зерна ежегодно до завершения строительства, а также распорядилась заложить при костёле приходскую школу (госпиталь). Похоронить велела себя рядом с первым мужем в крипте костела Св. Троицы в Подгайцах.

## Сокровище Потоцких
После смерти молдавского господаря Иеремии Могилы в 1606 году его супруга Эльжбета Чомортань-Лозинская (1572—1617) пыталась сохранить престол Молдавии за своими сыновьями. Для военной поддержки привлекла трех своих зятьёв — Стефана Потоцкого (мужа дочери Марии), князей Михаила Вишневецкого и Самуила Корецкого. Перед молдавским походом 1612 года Стефана Потоцкого из-за угрозы вероятного нападения татар или других врагов на недостроенный Золото-Потокский замок Мария Могилянка перевезла семейную казну с более чем 70 тысячами золотых, драгоценностями из недостроенного ещё замка в Золотом Потоке к замку в Подгайцах, принадлежавшему племяннице её мужа (дочери Анджея Потоцкого) Анне — жене воеводы русского Станислава Гольского (? — 1612), который выступал гарантом возвращения казны.
Однако Стефан Потоцкий потерпел поражение и попал в плен к туркам. Также неожиданно Станислав Гольский скончался. Анна Потоцкая вышла за другого — князя Константина Заславского (+ 1615), — а новым владельцем подгайцкого замка стал Ян Гольский (+ 1613) — родной брат Станислава Гольского, известный гуляка, отказавшийся отдавать клад, так же и его жена София, что вскоре стала вдовой. Это привело к судебным процессам, которые длились почти 30 лет, получили в тогдашней Речи Посполитой значительный резонанс. После возвращения из плена Стефан Потоцкий в 1618 году осаждал Голоче и Подгайцы во время её пребывания в Люблине на заседании Коронного трибунала.
В 1614 году София Замеховская выставила клад за ссуду 20 000 злотых Стефану Хмелецкому, которые так и не выкупила.
Для погашения стоимости пропавшего клада от Софии Гольской к Потоцким перешли города Бучач, Чортков, Вербов, 23 села Бучацкого ключа, серебра, клейнодов на 20000 злотых. Чтобы не отдавать Подгайцы, одолжила у ратненского старосты Николая из Гранова Сенявского из Бережан, который был одним из исполнителей её завещания, 200 000 злотых, и отдала ему в залог Подгайцы.